# Клен Анатолій Михайлович
Анатолій Михайлович Клен (18 липня 1945, Литвинівка — 12 грудня 2000) — голова правління АТ Акціонерна компанія «Київреконструкція».

## Біографія
Народився 18 липня 1945 року в селі Литвинівці Вишгородського району Київської області. Закінчив Київський інженерно-будівельний інститут. Працював спочатку в тресті «Київміськбуд-1», а потім в системі Київреконструкції, де пройшов шлях від головного інженера до голови правління.

Могила Анатолія Клена

Жив у Києві. Помер 12 грудня 2000 року. Похований на Байковому кладовищі (ділянка № 52а).

## Відзнаки
Заслужений будівельник України (з 1993 року). Нагороджений орденами «Знак Пошани» (1973), «За заслуги» 3-го ступеня (1998).